# Félix Muedra
Félix Muedra Miñón (n. 1895) fue un militar español.

## Biografía
Nació en Pamplona el 7 de enero de 1895, en el seno de una familia militar. A los dieciocho años ingresó en la Academia de Infantería de Toledo, comenzando su carrera en el ejército. Llegó a tomar parte en la guerra del Rif, donde participaría en diversas acciones militares con el Grupo de fuerzas regulares de Larache n.º 4.
Con posterioridad se diplomaría en Estado Mayor en la Escuela Superior de Guerra de Madrid.
Hacia 1936 ostentaba el rango de capitán de Estado Mayor. Tras el estallido de la Guerra civil se puso a disposición de las autoridades republicanas, aunque ya en el verano de 1936 intentó fugarse a la zona rebelde, sin conseguirlo. Formó parte del Estado Mayor del Ejército del Centro, el cual agrupaba a las unidades que combatían en Madrid y sus alrededores. En la primavera de 1938 fue nombrado segundo jefe de Estado Mayor del Grupo de Ejércitos de la Región Central (GERC), alcanzando el rango de coronel. Al igual que el teniente coronel Antonio Garijo, hacia el final de la guerra Muedra se habría mostrado opuesto al gobierno republicano y mantuvo contactos con las fuerzas franquistas, con las cuales habría colaborado.
Al finalizar las hostilidades sería hecho prisionero por los franquistas, juzgado y condenado a penas de prisión, causando baja en el ejército. 
A juicio del historiador Ángel Bahamonde, el coronel Muedra "representa el paradigma del militar desleal a la República", cooperando con el espionaje enemigo al menos desde 1938 y saboteando en la medida de sus posibilidades las acciones armadas de los leales republicanos.